# Club d'Equitació Esportiva Cardedeu
El Club d'Equitació Esportiva Cardedeu (CEEC), popularment conegut com a Can Tramp, és un club d'hípica de Cardedeu (Vallès Oriental), fundat l'any 1992 i dedicat a la doma clàssica, el salt d'obstacles i el bàsquet a cavall.
El club s'ha dedicat, entre d'altres activitats, a organitzar esdeveniments puntuables pel Campionat de Catalunya de ponis, doma clàssica, salt d'obstacles de cavalls i concurs complet, així com alguns partits i edicions de la Lliga Catalana i Campionat d'Espanya de bàsquet a cavall, partits de clubs i de seleccions d'aquesta modalitat, la Lliga Catalana Equithlon i el Campionat Western de maneig de ramats de cavalls. A més a més, té a disposició una escola d'instrucció de totes les modalitats d'equitació aptes per a practicar al club. També organitza rutes a cavall i passejades amb ponis pel Massís del Montseny, ja que s'hi troba a les proximitats del terme municipal. Pel que fa a la capacitat de l'hípica, gaudeix de seixanta quadres, diferents pistes de doma, de salts i de bàsquet a cavall, així com una pista circular i una roda de sis cavalls.

## Palmarès

### Bàsquet a cavall
La secció de bàsquet a cavall és la més reeixida de l'entitat esportiva, havent aconseguit situar-se a l'elit dels clubs d'aquest esport, especialment pels triomfs en categoria sènior masculina.
- 5 Lligues de Campions (2009, 2011, 2014, 2015, 2016)
- 7 Campionats d'Espanya (2007,[2] 2010, 2013)
- 7 Lligues catalanes (2013)
- 2 Premis World Horseball Ranking al millor equip (2013, 2014)
- 1 Pilota de Horseball al millor equip (2016)[3]

## Jugadors destacats

### Bàsquet a cavall
- Gil Carbonés[4]
- Marià Clavell[5]
- Miquel Julià